# Büdlich
Büdlich település Németországban, Rajna-vidék-Pfalz tartományban. Lakosainak száma 208 fő (2023. december 31.).

## Népesség
A település népességének változása:
| Lakosok száma | 196  | 201  | 214  | 207  | 218  | 213  | 208  |
|               | 1975 | 2014 | 2017 | 2019 | 2021 | 2022 | 2023 |

## Látnivalók
- Menhir (őskori, tornyos kőtömb) Büdlich és Heidenburg között
- Szt. Agáta katolikus plébániatemplom szószékkel a 15. századból
- Dhrontalsperre(wd)